# Mesosa atronotata
Mesosa atronotata là một loài bọ cánh cứng trong họ Cerambycidae.